# المجلس العماني للاختصاصات الطبية
المجلس العماني للتخصصات الطبية هو هيئة مستقلة مقرها في مسقط، سلطنة عمان. وهي مؤسسة راعية معتمدة من قبل مجلس اعتماد التعليم الطبي العالي، والتي تشرف على التعليم الطبي العالي في عمان. المجلس يصيغ معايير ممارسة مهن الرعاية الصحية.

## الأهداف
- إعداد وتأهيل ورفع كفاءة وتطوير الأداء المهني وإثراء الفكر العلمي للأطباء.
- المساهمة في تحقيق أهداف التنمية البشرية في المجال الطبي.
- إقامة وتطوير العلاقات مع الهيئات الطبية المحلية والإقليمية والدولية في مجال اختصاصه.
- الحصول على الاعتراف الدولي لبرامجه التدريبية.

## الإختصاصات
- رسم السياسة العامة التي يسير عليها المجلس في ممارسته لاختصاصاته.
- وضع البرامج التخصصية الطبية وإقرارها والإشراف على تنفيذها ووضع برامج التعليم المستمر في مختلف التخصصات الطبية.
- الاعتراف بالمؤسسات الصحية لأغراض التدريب بعد تقويمها وفقا للمواصفات والشروط المعتمدة.
- الإشراف على الامتحانات التخصصية للأطباء وإقرار نتائجها.
- إصدار الشهادات المهنية والتخصصية للأطباء كشهادات البورد والدبلومات والزمالات والعضويات سواء كان امتحانهم قد تم من قبل المجلس مباشرة أو بالتعاون معه.
- العمل على إقامة وتطوير العلاقات مع الهيئات الطبية المحلية والإقليمية والدولية في مجال اختصاصه.
- تقييم الشهادات الصحية المهنية ومعادلتها.
- إصدار وإدارة مجلة عمان الطبية وتنظيم نشرها محليا ودوليا, والعمل على نشر المقالات العلمية في مجال اختصاصه, وإصدار مجلات أو دوريات خاصة به.
- العمل على إعداد وتطوير وتنمية الموارد البشرية في المجالات الطبية في السلطنة.
- عقد الندوات والمؤتمرات الصحية في التعليم الطبي ومتابعة تنفيذ التوصيات والقرارات الصادرة عنها.
- التوصية بإنشاء الجمعيات العلمية للتخصصات الطبية.
- تشجيع إعداد الأبحاث العلمية الطبية واقتراح موضوعات البحث وسبل دعمها.
- اعتماد نظام الدراسات الطبية العليا للكوادر الطبية.
- المشاركة في تنظيم أنشطة التعليم الطبي المستمر كالمؤتمرات الطبية وورش العمل.
- ابتعاث الكوادر الطبية إلى خارج السلطنة ومتابعة شؤونهم الأكاديمية, وذلك في حدود أهدافه واختصاصاته.
- العمل على توفير فرص تدريبية للأطباء المبتعثين خارج السلطنة من خلال التنسيق مع المؤسسات الصحية والجهات المختصة.
- اعتماد أساليب التدريب الطبي في السلطنة كنظام المحاكاة الطبي وغيره.
- اعتماد ساعات وأنشطة التعليم الطبي المستمر في السلطنة ومراقبة اكتمال ساعات التدريب المطلوبة للأطباء والمهن الطبية الأخرى كما هو معتمد بالمجلس.